# Вайасат Филм
Вайасат Филм е група от кабелни телевизионни канали, излъчващи филми в Скандинавия и притежавани от Modern Times Group. Вайасат Филм стартира през 1989 г. под името TV 1000 и през 1991 е слят с SF Succè – друг канал, също излъчващ филми. През февруари 1995 г. започва излъчването на втория канал от групата – TV 1000 Cinema или просто „Cinema“. Когато Вайасат започва цифрово излъчване, към тях се добавят по 2 канала, които излъват същата програма, но с разминаване от 1 и 2 часа.
На 1 септември 2004 г. Cinema и три от четирите добавени канала са спряни и са заменени от други филмови канали: TV 1000 Family (за семейни филми), TV 1000 Action (за екшън филми), TV 1000 Nordic (за скандинавски филми) и TV 1000 Classic (за класически филми). От старите са останали TV 1000 и TV 1000 +1 (канал, излъчващ същата програма като TV 1000, но с 1 час по-назад).
В началото на 2008 г. TV 1000 създава първия си канал с висока резолюция. Той се казва TV 1000 HD и се излъчва в Скандинавия.
Последният, осми скандинавски канал от групата, TV 1000 Drama (излъчва драматични филми) започва излъчване на 16 февруари 2009 г. По същото време TV 1000 сменя дизайна на логата си.
От 2012 г. Modern Times Group започват ребрандиране на марката TV1000 на Viasat Film, като причините за това са по-ясната концепция за брандиране на медийната група.

## Извън Скандинавия
Viasat притежава 6 канала, излъчвани извън Скандинавия:
| Номер | Име на български        | Име в оригинал           | Дата на пускане  | Регион на излъчване                                                          |
| ----- | ----------------------- | ------------------------ | ---------------- | ---------------------------------------------------------------------------- |
| 1     | Viasat Film East        | TV 1000 East             | март 2003        | Прибалтика, Русия, Източна Европа                                            |
| 2     | Viasat Film Руско кино  | Viasat Film Русское кино | октомври 2005    | Русия                                                                        |
| 3     | TV 1000 Balkan          | TV 1000 Balkan           | 2006             | Балканите                                                                    |
| 4     | TV 1000 Poland          | TV 1000 Polska           | 2007             | Полша                                                                        |
| 6     | Viasat Film Action East | TV 1000 Action East      | 1 септември 2008 | Русия, Беларус, Молдова, Грузия, Казахстан, Украйна, Естония, Латвия и Литва |